# Tolú (ort i Colombia)
Tolú är en ort i Colombia.   Den ligger i departementet Sucre, i den norra delen av landet, 600 km norr om huvudstaden Bogotá. Tolú ligger 10 meter över havet och antalet invånare är 27 390.
Terrängen runt Tolú är mycket platt. Havet är nära Tolú åt nordväst. Runt Tolú är det ganska tätbefolkat, med 104 invånare per kvadratkilometer. Tolú är det största samhället i trakten. Omgivningarna runt Tolú är en mosaik av jordbruksmark och naturlig växtlighet.